# Naissaar
Naissaar (njemački:Nargen, švedski: Nargö) je estonski otok u Finskom zaljevu. Otok je smješten sjeverozapadno od Tallinna administrativno pripada općini Viimsi.
Otok se proteže na 18,6 četvornih kilometara, dužine je od 8-9 km a širine 4 km, nalazi se 8,5 km od estonskog kopna. Najviša točka je vrh Kunilamägi visok 27 metara. Otok je prekriven šumama četinjača. Na otoku je 2011. živjelo 3 stanovnika.
Prije Drugog svjetskog rata otok je bio naseljen Estonskim Šveđanima. Za vrijeme sovjetske vladavine otok je bio zabranjen za javnost.
Na otoku je rođen švedsko-estonski optičar Bernhard Schmidt izumitelj Schmidtovog teleskopa.

## Vanjske poveznice
- Informacije o otoku

### Ostali projekti
|  | Zajednički poslužitelj ima još gradiva o temi Naissaar |